# Kanton Domme
Kanton Domme (francouzsky Canton de Domme) je francouzský kanton v departementu Dordogne v regionu Akvitánie. Tvoří ho 14 obcí.

## Obce kantonu
- Bouzic
- Castelnaud-la-Chapelle
- Cénac-et-Saint-Julien
- Daglan
- Domme
- Florimont-Gaumier
- Groléjac
- Nabirat
- Saint-Aubin-de-Nabirat
- Saint-Cybranet
- Saint-Laurent-la-Vallée
- Saint-Martial-de-Nabirat
- Saint-Pompont
- Veyrines-de-Domme